# Голиков, Анатолий Ефимович
Го́ликов Анатолий Ефимович (20 апреля 1926, Пески — 27 августа 2005, Невинномысск, Ставропольский край) — участник Великой Отечественной войны, полный кавалер Ордена Славы, командир отделения 219-го гвардейского стрелкового полка 71-й гвардейской стрелковой дивизии 6-й гвардейской армии 1-го Прибалтийского фронта, гвардии младший сержант — на момент представления к награждению орденом Славы 1-й степени.

## Биография
Родился 20 апреля 1926 года (в официальных документах — 1924 год) в селе Пески Роменского района Сумской области Украины в семье крестьянина-бедняка. Украинец. Окончил 9 классов школы № 6 в городе Ромны.

### Участие в боевых действиях
В Красной Армии и на фронтах Великой Отечественной войны с августа 1941 года. Скрыл свой возраст и прибавил два года к своим 15. В боях против немецких войск получил пять ранений: три тяжелых и два легких.
Стрелок 219-го гвардейского стрелкового полка (71-я гвардейская стрелковая дивизия, 6-я гвардейская армия, 1-й Прибалтийский фронт) гвардии красноармеец Анатолий Голиков 1 июля 1944 года в бою у деревни Косареве Полоцкого района Витебской области Белоруссии истребил 13 немцев.
Приказом по 71-й гвардейской стрелковой дивизии от 21 июля 1944 года «за образцовое выполнение заданий командования в боях с немецко-фашистскими захватчиками» гвардии красноармеец Голиков Анатолий Ефимович награждён орденом Славы 3-й степени (№ 449216).
Командир отделения 219-го гвардейского стрелкового полка гвардии младший сержант Анатолий Голиков 4 июля 1944 года в боях за Полоцк (Белоруссия) личным примером воодушевлял воинов на захват сильно укрепленного опорного пункта противника, уничтожил свыше 10 вражеских солдат.
Приказом по 6-й гвардейской армии от 30 августа 1944 года «за образцовое выполнение заданий командования в боях с немецко-фашистскими захватчиками» гвардии младший сержант Голиков Анатолий Ефимович награждён орденом Славы 2-й степени (№ 1444).
5-10 октября 1944 года в наступлении в районе населенных пунктов Ровдены, Пежи, Озеры Куршенайского района Литвы уничтожил огневую точку противника вместе с расчетом.
Указом Президиума Верховного Совета СССР от 24 марта 1945 года «за образцовое выполнение заданий командования в боях с немецко-фашистскими захватчиками» гвардии младший сержант Голиков Анатолий Ефимович награждён орденом Славы 1-й степени (№ 1096), став полным кавалером ордена Славы.

### Послевоенное время
В 1945 году старшина А. Е. Голиков демобилизован из рядов Вооруженных Сил СССР. Окончил двухгодичное Московское училище по ремонту точных приборов с присвоением квалификации мастера.
С 1962 года жил в городе Невинномысск Ставропольского края. Работал бригадиром часовых мастеров в Горпромбыткомбинате, в Невинномысском филиале ставропольского объединения «Рембытмаш». За добросовестный труд был награждён многочисленными грамотами предприятия и государственных органов, медалями.
19 марта 1970 года А. Е. Голикову Ставропольским Крайисполкомом присвоено звание с вручением нагрудного знака — мастер 1-го класса по ремонту точных приборов. За 40 лет трудовой деятельности подготовил свыше 20 часовых мастеров.
С 1986 года А. Е. Голиков — на пенсии (персональный пенсионер союзного значения). Но и закончив трудовую деятельность, он продолжал работать, осуществляя благотворительный ремонт точных приборов ветеранам Великой Отечественной войны, пенсионерам и малоимущим жителям города.
Участвовал в Параде Победы на Красной площади в Москве 9 мая 1995 года.
Скончался 27 августа 2005 года. Похоронен в Невинномысске.